# Sint-Maria-Latem
Sint-Maria-Latem is een dorp in de Belgische provincie Oost-Vlaanderen en een deelgemeente van Zwalm, het was een zelfstandige gemeente tot aan de gemeentelijke herindeling van 1971.

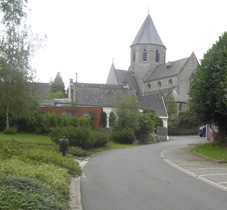
Kerk Sint-Maria-Latem

## Geschiedenis
Historisch gezien behoorde de parochie tot de baronie van Gavere (in 1519 door keizer Karel V tot prinsdom verheven), in de kasselrij en het land van Aalst.

## Bezienswaardigheden
- De IJzerkotmolen, volgens sommige bronnen de oudste papiermolen van de Nederlanden
- De Onze-Lieve-Vrouw-van-Zeven-Weeënkerk. Deze is sedert 1943 beschermd. Slechts het vroeggotische koor en de achtkantige vieringtoren stammen uit de 13e-14e eeuw; het oorspronkelijk eenbeukige schip werd in 1906-1910 o.l.v. architect A.R. Janssens vervangen door een driebeukig schip in Doornikse steen.
- De Ommegangskapelletjes
- Atelier V.V., een atelier waar handmatig behang wordt bedrukt.

## Natuur en landschap
Sint-Maria-Latem ligt op een helling vanaf de vallei van de Schelde en de hoogte bedraagt 20-50 meter. In het zuiden loopt de Zwalm met het natuurgebied Zwalmvallei.

## Demografische ontwikkeling
- Bronnen:NIS, Opm:1831 tot en met 1970=volkstellingen

## Lijst van burgemeesters
Lijst van burgemeesters van Sint-Maria-Latem tot aan de fusie van 1971 met Munkzwalm (later Zwalm):
| Periode   | Naam                            |
| --------- | ------------------------------- |
| 1813      | Joannes Franciscus Van Caneghem |
|           | Placide De Wolf                 |
| -1936     | Léon Van der Beken              |
| -1944     | Louis De Clercq                 |
| 1946-1950 | Germain Grijp                   |
|           | Robert De Nijs                  |

## Bekende inwoners
- Rufin Grijp (Oudenaarde, 5 december 1938 - Anderlecht, 16 februari 2006), politicus voor de SP en onder andere voormalig Brussels minister van economie.

## Nabijgelegen kernen
Nederzwalm, Paulatem, Hundelgem, Munkzwalm
Deelgemeenten: Beerlegem · Dikkele · Hundelgem · Meilegem · Munkzwalm · Nederzwalm-Hermelgem · Paulatem · Roborst · Rozebeke · Sint-Blasius-Boekel · Sint-Denijs-Boekel · Sint-Maria-Latem

Overige dorpen en gehuchten: Hermelgem · Nederzwalm · Wijlegem

Belgische gemeenten · Arrondissement Oudenaarde · Oost-Vlaanderen · Vlaanderen